# Eclipse solar de 14 de outubro de 2023
O eclipse solar de 14 de outubro de 2023 foi um eclipse solar anular que ocorreu no dia 14 de outubro de 2023. Um eclipse solar anular ocorre quando o diâmetro aparente da Lua é menor do que o do Sol, fazendo com que o Sol se pareça com um anel, bloqueando a maior parte da luz solar. Um eclipse anular é visto como um eclipse parcial sobre uma região de milhares de quilômetros de largura. Esse eclipse pôde ser observado na América do Norte, exceto em parte da Groenlândia, em toda a América Central, e na América do Sul, exceto ao sul do Chile e da Argentina.

## Visibilidade

### Estados Unidos
O caminho do eclipse começou cruzando os Estados Unidos em Óregon, entrando em Dunes City e passando por Newport, Parque Nacional do Lago Crater, Umpqua e Fremont, Eugene e Medford. Depois de passar pelo canto nordeste da Califórnia (na Floresta Nacional Modoc), viajou por Nevada (passando pelo deserto de Black Rock, Winnemucca e Elko) e Utah (passando pela Floresta Nacional de Fishlake, Parque Nacional de Canyonlands, Área de Recreação Nacional de Glen Canyon e Bluff). Depois disso, cobriu o canto nordeste do Arizona (incluindo Kayenta) e o canto sudoeste do Colorado (incluindo Cortez e a Reserva da Montanha Ute). No Novo México, passou por Farmington, Albuquerque, Santa Fé, Roswell, Hobbs e Carlsbad. Posteriormente, entrou no Texas passando por Midland Odesa San Angelo San Antonio e Corpus Christi antes de entrar no Golfo do México.

### México
No México, o eclipse passou pela Península de Iucatã, cobrindo a cidade de Campeche no estado de Campeche, Oxkutzcab no estado de Iucatã (chegando perto de Mérida) e Chetumal em Quintana Roo.

### América Central
Na América Central, em Belize, o eclipse passou sobre Belmopan e Belize City antes de deixar terra novamente; quando reentrou em Honduras, passou por Ilhas da Baía, La Ceiba e Juticalpa, e em Nicarágua passou por Bluefields. O ponto de maior eclipse ocorreu próximo à costa da Nicarágua. Depois na Costa Rica passou por Limón, e no Panamá passou por Santiago de Veraguas. Seu ponto mais duradouro ocorreu na costa de Natá, no Panamá. Depois da América Central, o caminho da anularidade atravessa a Colômbia e o Brasil terminando no Oceano Atlântico às 16:46 (GMT-3).

### América do Sul
Na América do Sul, o eclipse entrou no Equador pela capital Quito e na Colômbia pelo Oceano Pacífico e passou por Pereira, Armênia, Sevilha, Zarzal, Tuluá, Guadalajara de Buga, Cáli, Palmira, Ibagué e Neiva.

### Brasil

Mapas mostrando o caminho do eclipse solar anular.

No Brasil, em alguns locais das regiões Norte e Nordeste o eclipse solar foi possível observar o eclipse total ou anular (que ocorre quando a lua, o sol e a terra estão em completo alinhamento, deixando descoberta apenas a borda do sol, lembrando um anel). A faixa de anularidade pôde ser vista nos estados do Amazonas, Pará, Maranhão, Piauí, Ceará, Tocantins, Paraíba, Pernambuco e Rio Grande do Norte. As cidades de Natal e João Pessoa são as duas capitais brasileiras que contemplaram o eclipse em sua maior magnitude.

#### Natal
No centro de Natal o eclipse começou às 15:29 (GMT-3) e acabou às 17:13, sendo que às 16:45 foi possível observar o máximo do eclipse, quando a magnitude era de 0,953. A duração da anularidade máxima foi de 3 minutos e 33 segundos, das 16:43:57 (16 horas, 43 minutos e 57 segundos) até 16:47:24.

#### João Pessoa
No centro de João Pessoa o eclipse começou às 15:31 (GMT-3) e acabou às 17:13, e às 16:45 foi observado o máximo do eclipse, momento em que a magnitude era de 0,949. A duração da anularidade máxima foi de 3 minutos e 4 segundos, das 16:45:07 até 16:48:11.

#### Outras cidades
Cidades como Araripina, Campina Grande, Juazeiro do Norte, Araguaína, Parauapebas, Caicó e São Félix do Xingu também tiveram a magnitude máxima do eclipse. O eclipse será parcial nas regiões Centro-Oeste, Sudeste e Sul. A cidade de Chuí teve a magnitude máxima do eclipse de 0,176 às 16:46, a menor magnitude entre todas as cidades brasileiras. Em São Paulo a magnitude máxima foi 0,488 às 16:49. No Rio de Janeiro a magnitude máxima foi 0,506 às 16:50.

### Países onde o eclipse será visível
| País                                       | Tipo                  | Começo      | Fim         | Duração de anularidade |
| ------------------------------------------ | --------------------- | ----------- | ----------- | ---------------------- |
| Anguila                                    | Eclipse solar parcial | 12:55 AST   | 15:54 AST   | ---                    |
| Antigua e Barbuda                          | Eclipse solar parcial | 13:01 AST   | 15:59 AST   | ---                    |
| Argentina                                  | Eclipse solar parcial | 14:13 BOT   | 17:46 ART   | ---                    |
| Aruba                                      | Eclipse solar parcial | 12:42 AST   | 16:03 AST   | ---                    |
| Bahamas                                    | Eclipse solar parcial | 11:59 EDT   | 15:34 EDT   | ---                    |
| Barbados                                   | Eclipse solar parcial | 13:15 AST   | 16:12 AST   | ---                    |
| Belize                                     | Eclipse solar anular  | 09:50 CST   | 13:22 CST   | 9m                     |
| Bermudas                                   | Eclipse solar parcial | 13:39 ADT   | 16:08 ADT   | ---                    |
| Bolivia                                    | Eclipse solar parcial | 12:37 PET   | 16:51 BOT   | ---                    |
| Brasil                                     | Eclipse solar anular  | 12:05 COT   | 17:55 BRT   | 55m, 30s               |
| Cabo Verde                                 | Eclipse solar parcial | 17:24 CVT   | 18:19 CVT   | ---                    |
| Canadá                                     | Eclipse solar parcial | 08:07 PDT   | 15:32 ADT   | ---                    |
| Chile                                      | Eclipse solar parcial | 12:56 PET   | 16:42 BOT   | ---                    |
| Colombia                                   | Eclipse solar anular  | 11:12 COT   | 15:35 PET   | 38m, 18s               |
| Costa Rica                                 | Eclipse solar anular  | 10:09 CST   | 13:52 CST   | 8m, 20s                |
| Cuba                                       | Eclipse solar parcial | 11:51 CDT   | 15:36 CDT   | ---                    |
| Curaçau                                    | Eclipse solar parcial | 12:46 AST   | 16:05 AST   | ---                    |
| Dominica                                   | Eclipse solar parcial | 13:06 AST   | 16:05 AST   | ---                    |
| El Salvador                                | Eclipse solar parcial | 09:56 CST   | 13:31 CST   | ---                    |
| Equador                                    | Eclipse solar parcial | 10:28 GALT  | 15:23 ECT   | ---                    |
| Espanha                                    | Eclipse solar parcial | 19:24 WEST  | 19:42 WEST  | ---                    |
| Estados Unidos                             | Eclipse solar anular  | 08:04 PDT   | 15:13 EDT   | 45m, 33s               |
| Gâmbia                                     | Eclipse solar parcial | 18:29 GMT   | 18:47 GMT   | ---                    |
| Granada                                    | Eclipse solar parcial | 13:09 AST   | 16:13 AST   | ---                    |
| Gronelândia                                | Eclipse solar parcial | 13:36 ADT   | 14:34 ADT   | ---                    |
| Guadelupe                                  | Eclipse solar parcial | 13:04 AST   | 16:03 AST   | ---                    |
| Guatemala                                  | Eclipse solar anular  | 09:48 CST   | 13:24 CST   | 3m, 22s                |
| Guiana                                     | Eclipse solar parcial | 13:20 VET   | 17:38 BRT   | ---                    |
| Guiana Francesa                            | Eclipse solar parcial | 14:41 SRT   | 17:40 GFT   | ---                    |
| Guiné                                      | Eclipse solar parcial | 18:30 GMT   | 18:41 GMT   | ---                    |
| Guiné-Bissau                               | Eclipse solar parcial | 18:30 GMT   | 18:47 GMT   | ---                    |
| Haiti                                      | Eclipse solar parcial | 12:20 EDT   | 15:45 EDT   | ---                    |
| Honduras                                   | Eclipse solar anular  | 09:56 CST   | 13:35 CST   | 13m, 5s                |
| Ilhas Cayman                               | Eclipse solar parcial | 11:02 EST   | 14:29 EST   | ---                    |
| Ilhas Menores Distantes dos Estados Unidos | Eclipse solar parcial | 12:19 EDT   | 08:39 SST   | ---                    |
| Ilhas Turcas e Caicos                      | Eclipse solar parcial | 12:22 EDT   | 15:36 EDT   | ---                    |
| Ilhas Virgens Americanas                   | Eclipse solar parcial | 12:50 AST   | 15:54 AST   | ---                    |
| Ilhas Virgens Britânicas                   | Eclipse solar parcial | 12:51 AST   | 15:52 AST   | ---                    |
| Jamaica                                    | Eclipse solar parcial | 11:11 EST   | 14:39 EST   | ---                    |
| Marrocos                                   | Eclipse solar parcial | 19:25 WEST  | 19:42 WEST  | ---                    |
| Martinica                                  | Eclipse solar parcial | 13:08 AST   | 16:07 AST   | ---                    |
| Mauritânia                                 | Eclipse solar parcial | 18:26 GMT   | 18:44 GMT   | ---                    |
| Mexico                                     | Eclipse solar anular  | 08:09 PDT   | 14:19 EST   | 14m, 42s               |
| Monserrate                                 | Eclipse solar parcial | 13:02 AST   | 16:00 AST   | ---                    |
| Nicarágua                                  | Eclipse solar anular  | 10:02 CST   | 13:44 CST   | 15m, 50s               |
| Países Baixos Caribenhos                   | Eclipse solar parcial | 12:48 AST   | 16:06 AST   | ---                    |
| Panamá                                     | Eclipse solar anular  | 10:18 CST   | 15:03 EST   | 14m, 35s               |
| Paraguai                                   | Eclipse solar parcial | 15:13 PYST  | 16:50 BOT   | ---                    |
| Peru                                       | Eclipse solar parcial | 11:56 ECT   | 15:43 PET   | ---                    |
| Porto Rico                                 | Eclipse solar parcial | 12:41 AST   | 15:52 AST   | ---                    |
| Portugal                                   | Eclipse solar parcial | 18:21 AZOST | 19:05 AZOST | ---                    |
| República Dominicana                       | Eclipse solar parcial | 12:26 AST   | 15:48 AST   | ---                    |
| Saara Ocidental                            | Eclipse solar parcial | 19:26 WEST  | 19:43 WEST  | ---                    |
| Santa Helena                               | Eclipse solar parcial | 18:43 GMT   | 18:49 GMT   | ---                    |
| Santa Lúcia                                | Eclipse solar parcial | 13:09 AST   | 16:09 AST   | ---                    |
| São Bartolomeu                             | Eclipse solar parcial | 12:58 AST   | 15:55 AST   | ---                    |
| São Cristóvão e Neves                      | Eclipse solar parcial | 12:59 AST   | 15:58 AST   | ---                    |
| São Martinho                               | Eclipse solar parcial | 12:57 AST   | 15:55 AST   | ---                    |
| São Martinho                               | Eclipse solar parcial | 12:57 AST   | 15:55 AST   | ---                    |
| São Pedro e Miquelão                       | Eclipse solar parcial | 15:09 PMDT  | 16:22 PMDT  | ---                    |
| São Vicente e Granadinas                   | Eclipse solar parcial | 13:09 AST   | 16:11 AST   | ---                    |
| Senegal                                    | Eclipse solar parcial | 18:28 GMT   | 18:49 GMT   | ---                    |
| Serra Leoa                                 | Eclipse solar parcial | 18:31 GMT   | 18:35 GMT   | ---                    |
| Suriname                                   | Eclipse solar parcial | 14:32 SRT   | 17:39 GFT   | ---                    |
| Trinidade e Tobago                         | Eclipse solar parcial | 13:12 AST   | 16:18 AST   | ---                    |
| Uruguai                                    | Eclipse solar parcial | 15:47 UYT   | 17:37 UYT   | ---                    |
| Venezuela                                  | Eclipse solar parcial | 11:38 COT   | 16:33 AMT   | ---                    |

### Quantidade de pessoas que puderam ver o eclipse
| Número de pessoas vendo... | Número de pessoas | Fração da população mundial |
| -------------------------- | ----------------- | --------------------------- |
| Qualquer parte do eclipse  | 1,100,000,000     | 13.73%                      |
| Pelo menos 10% parcial     | 1,020,000,000     | 12.76%                      |
| Pelo menos 20% parcial     | 979,000,000       | 12.18%                      |
| Pelo menos 30% parcial     | 892,000,000       | 11.09%                      |
| Pelo menos 40% parcial     | 782,000,000       | 9.72%                       |
| Pelo menos 50% parcial     | 659,000,000       | 8.20%                       |
| Pelo menos 60% parcial     | 545,000,000       | 6.78%                       |
| Pelo menos 70% parcial     | 396,000,000       | 4.93%                       |
| Pelo menos 80% parcial     | 224,000,000       | 2.79%                       |
| Pelo menos 90% parcial     | 28,800,000        | 0.36%                       |
| Totalidade ou anularidade  | 32,700,000        | 0.41%                       |

## Galeria

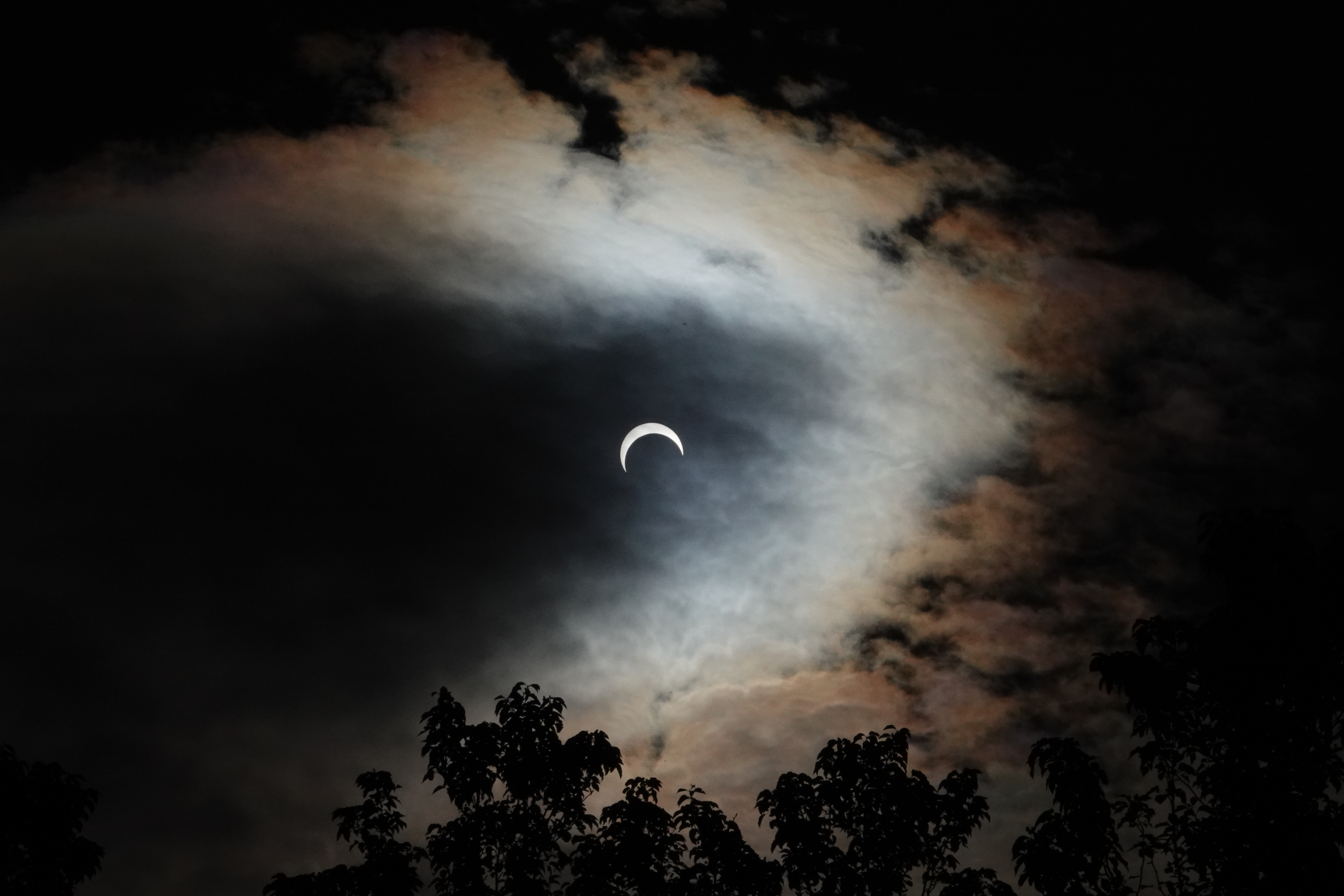
Eclipse parcial de Boise, Idaho, nos Estados Unidos.
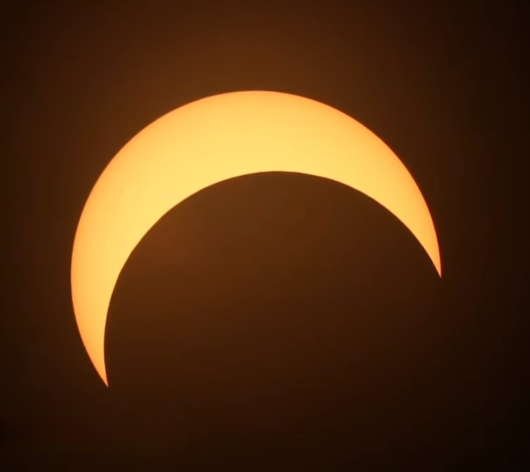
Eclipse solar parcial de Kerrville, nos Estados Unidos.
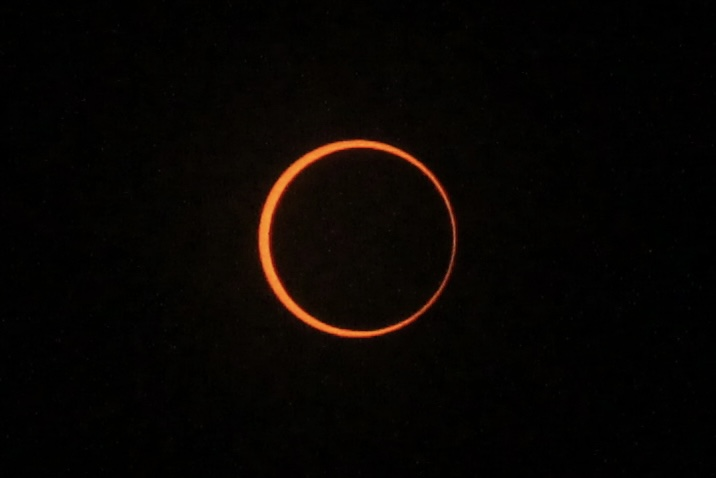
Eclipse solar anular visto de Los Alamos, Novo México
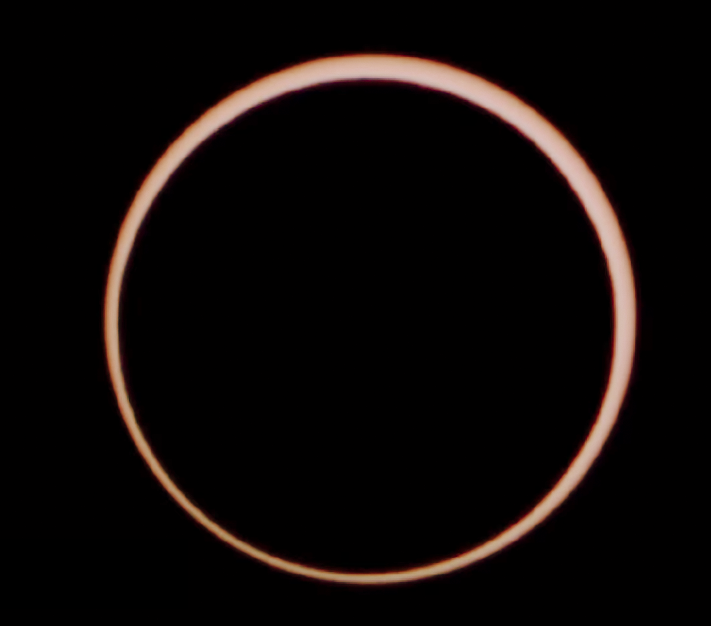
Imagem modificada do eclipse solar anular visto de Juazeiro do Norte, no Brasil. 16:14 GMT-3
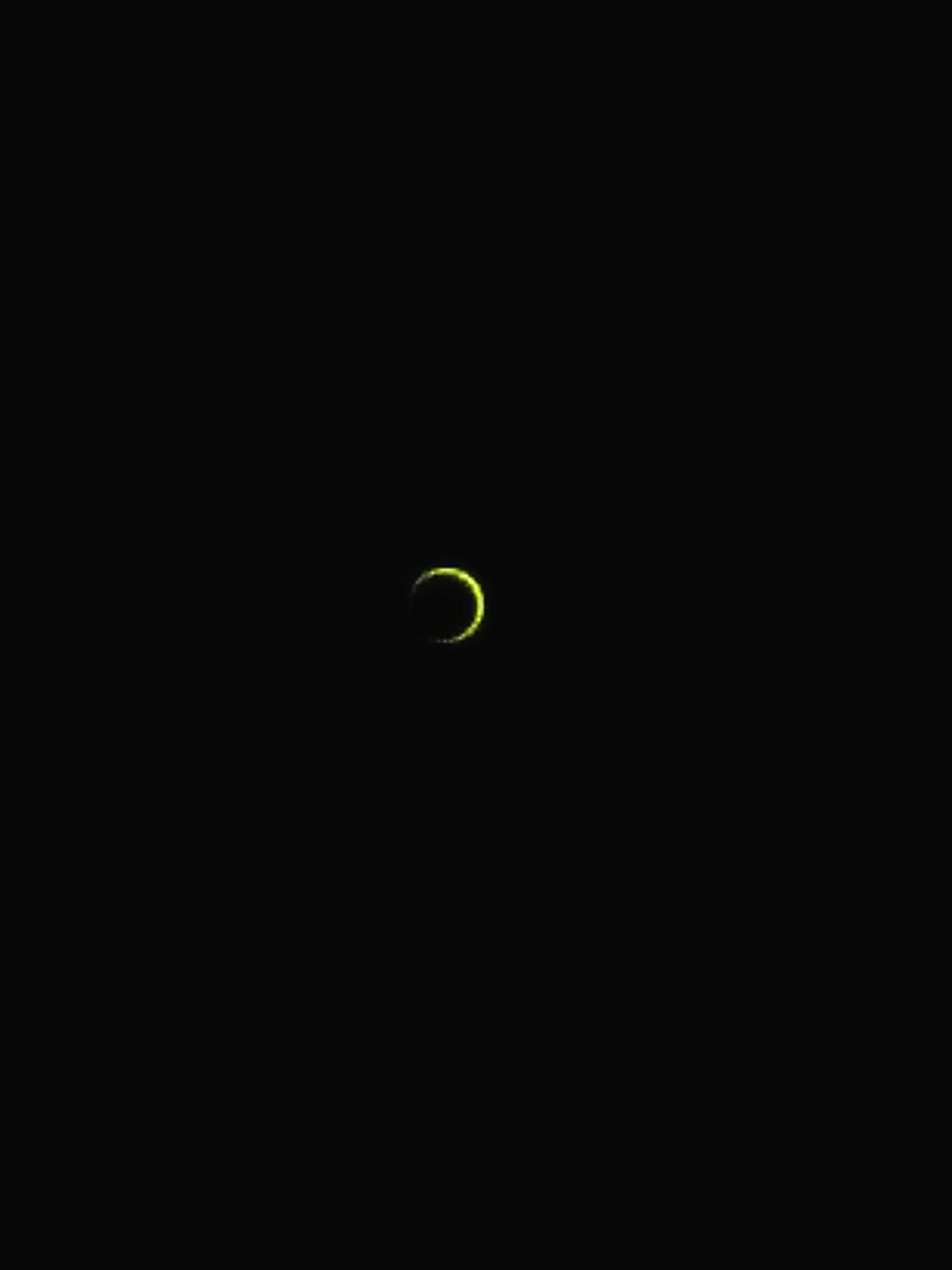
Eclipse anular visto em Apodi, Rio Grande do Norte, no Brasil. 16:44 GMT-3
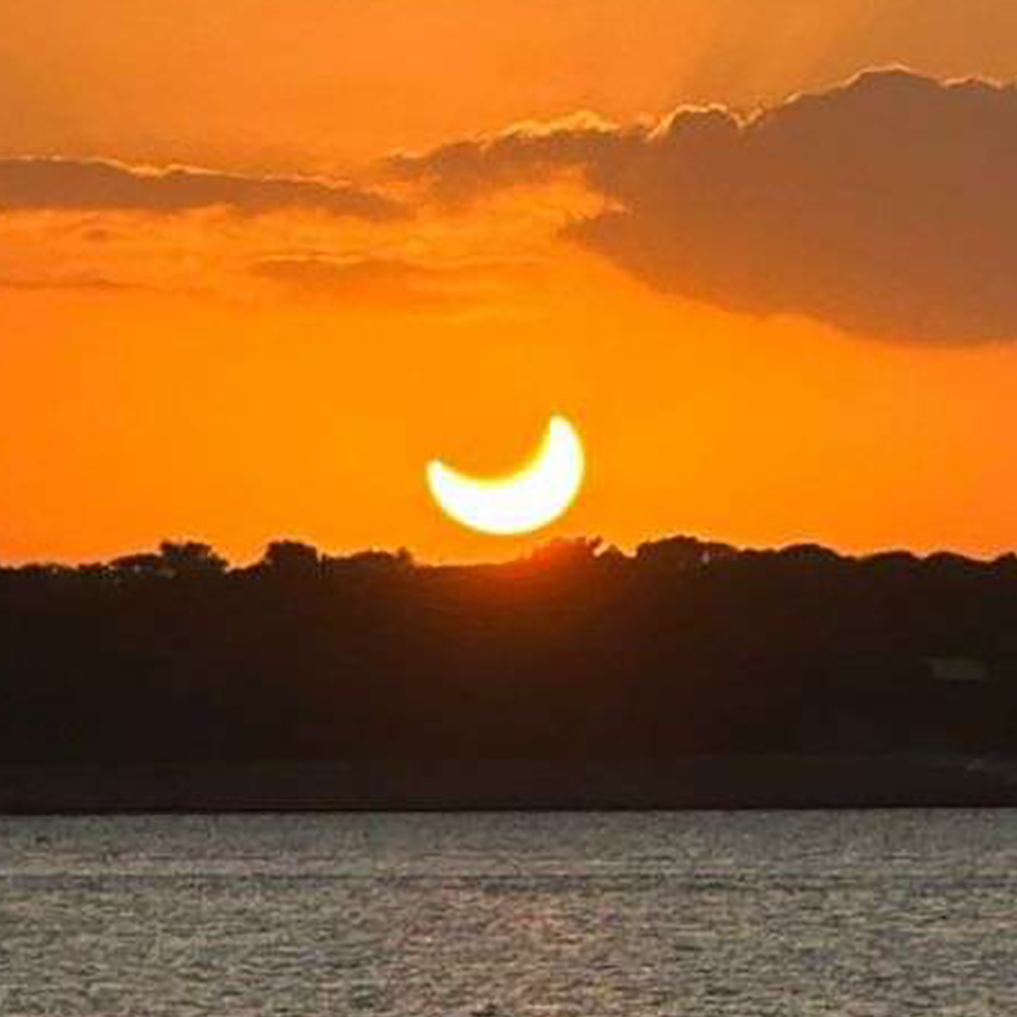
Eclipse parcial visto em Natal, Rio Grande do Norte, no Brasil. 17:06 GMT-3
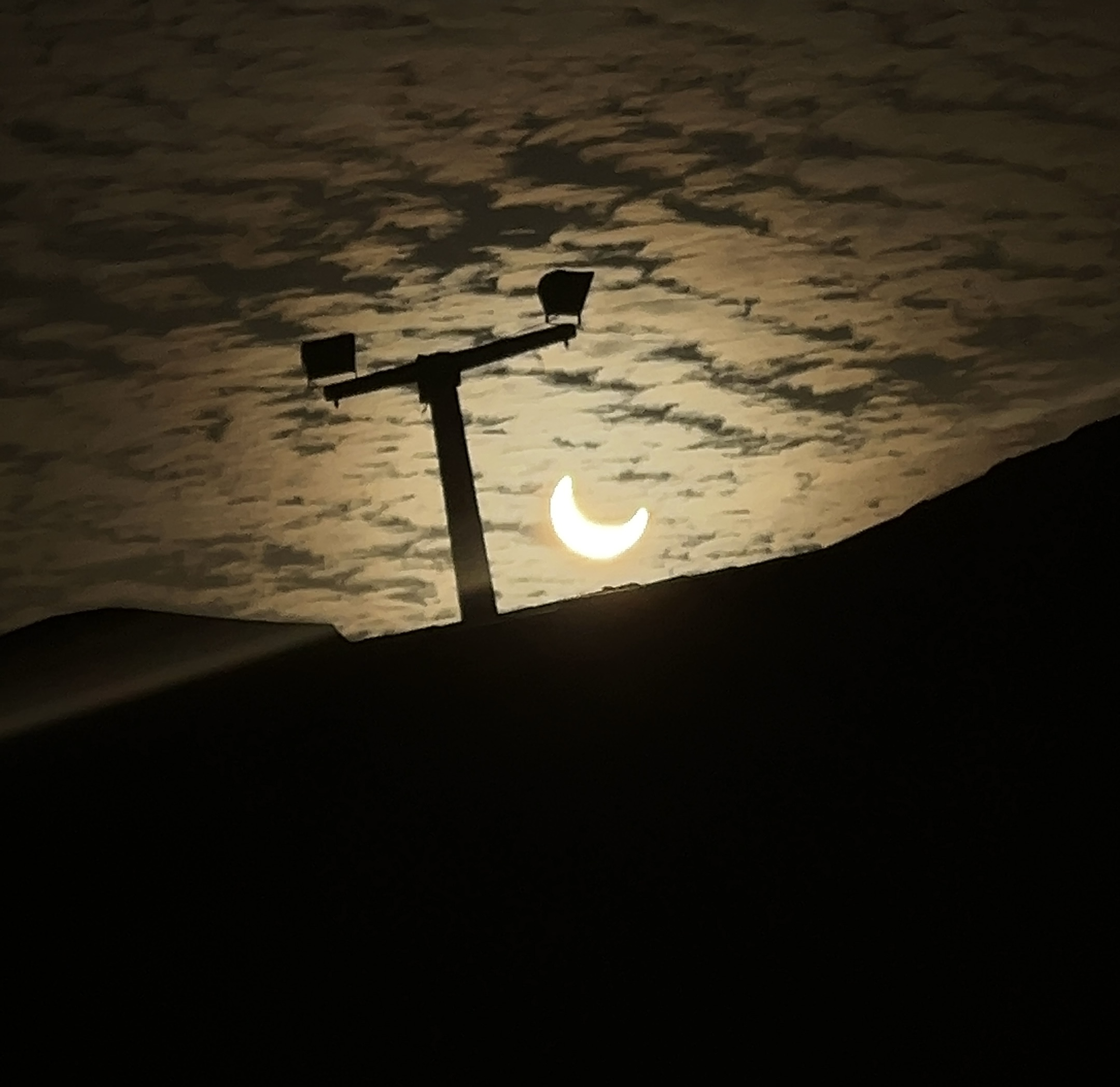
Eclipse visto em Pedra Mole, Sergipe, no Brasil.
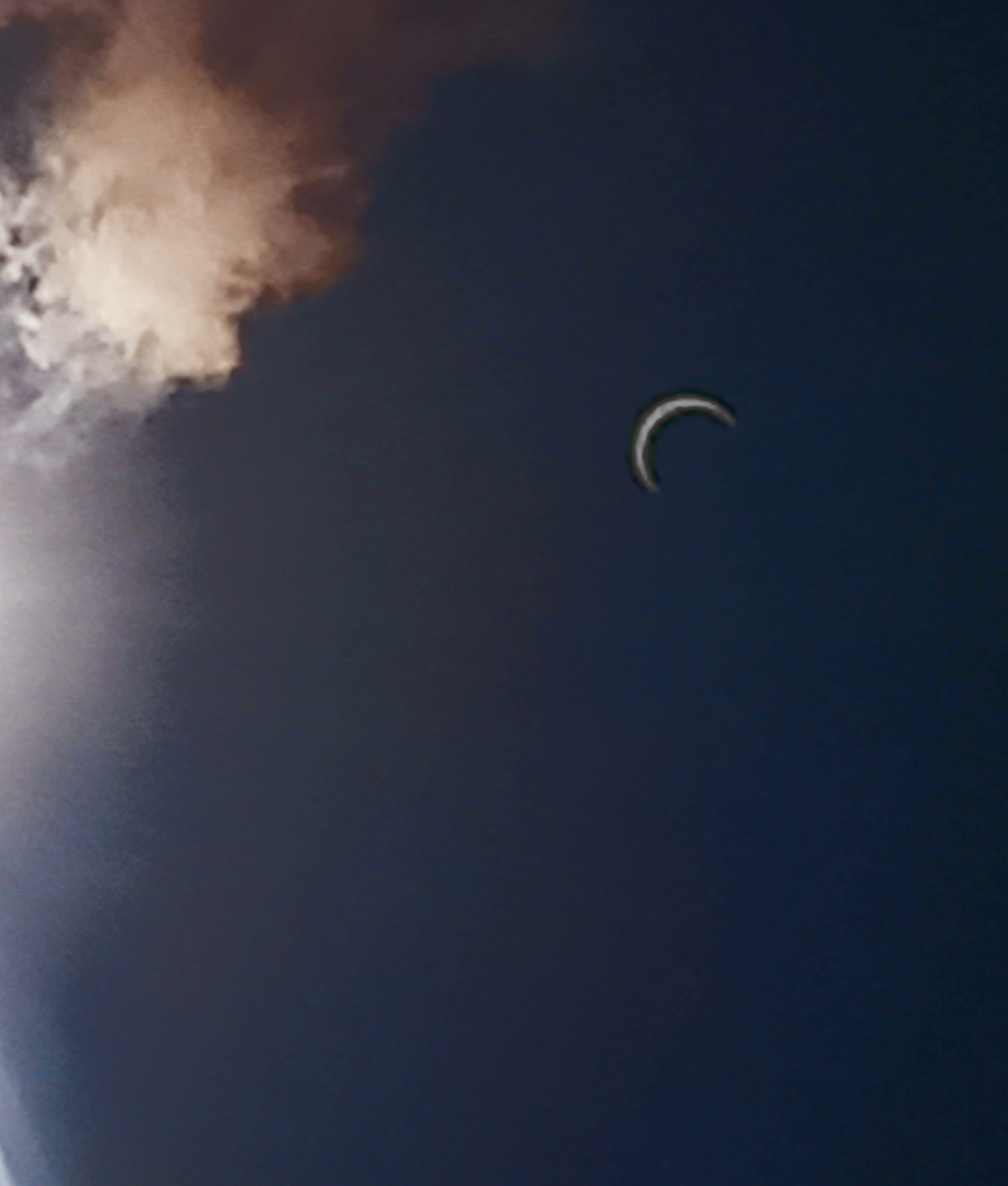
Imagem modificada do reflexo do eclipse solar parcial, vista de San Salvador, El Salvador.
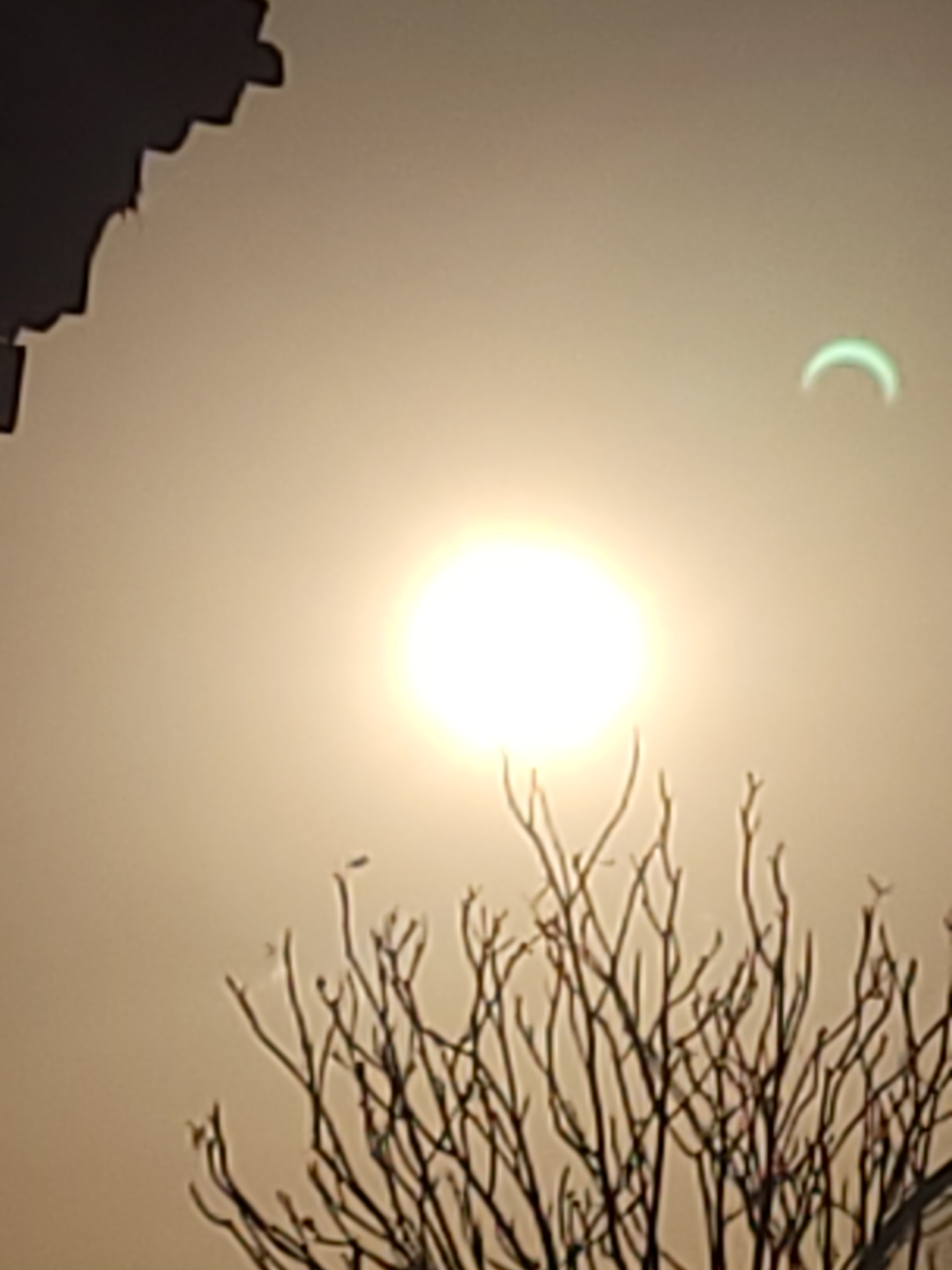
Vista do reflexo do eclipse de Santa Maria da Boa Vista, no Brasil.
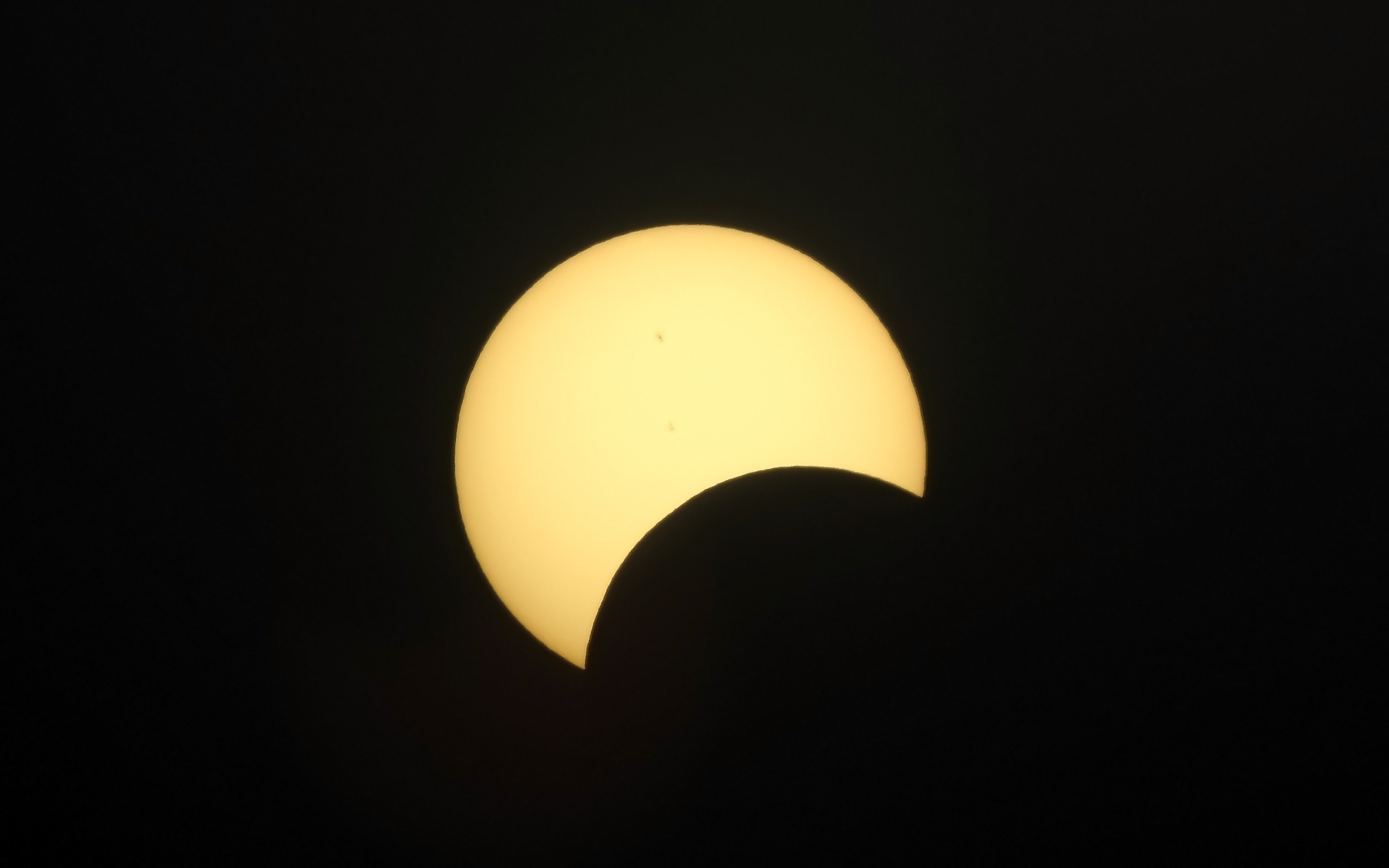
Eclipse parcial visto em Floriano, Piauí.
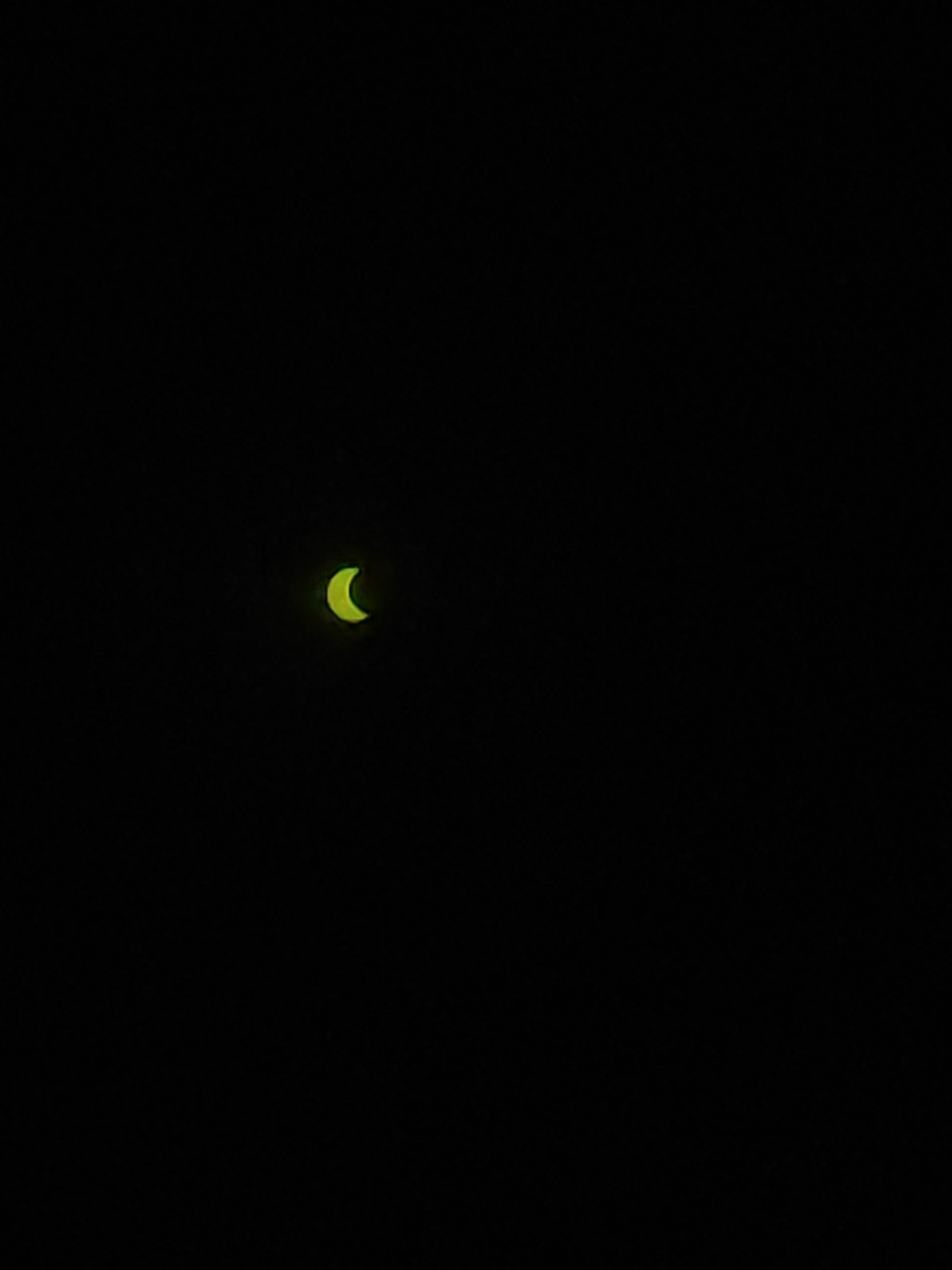
Eclipse parcial observado em Itaúna, Minas Gerais, Brasil.
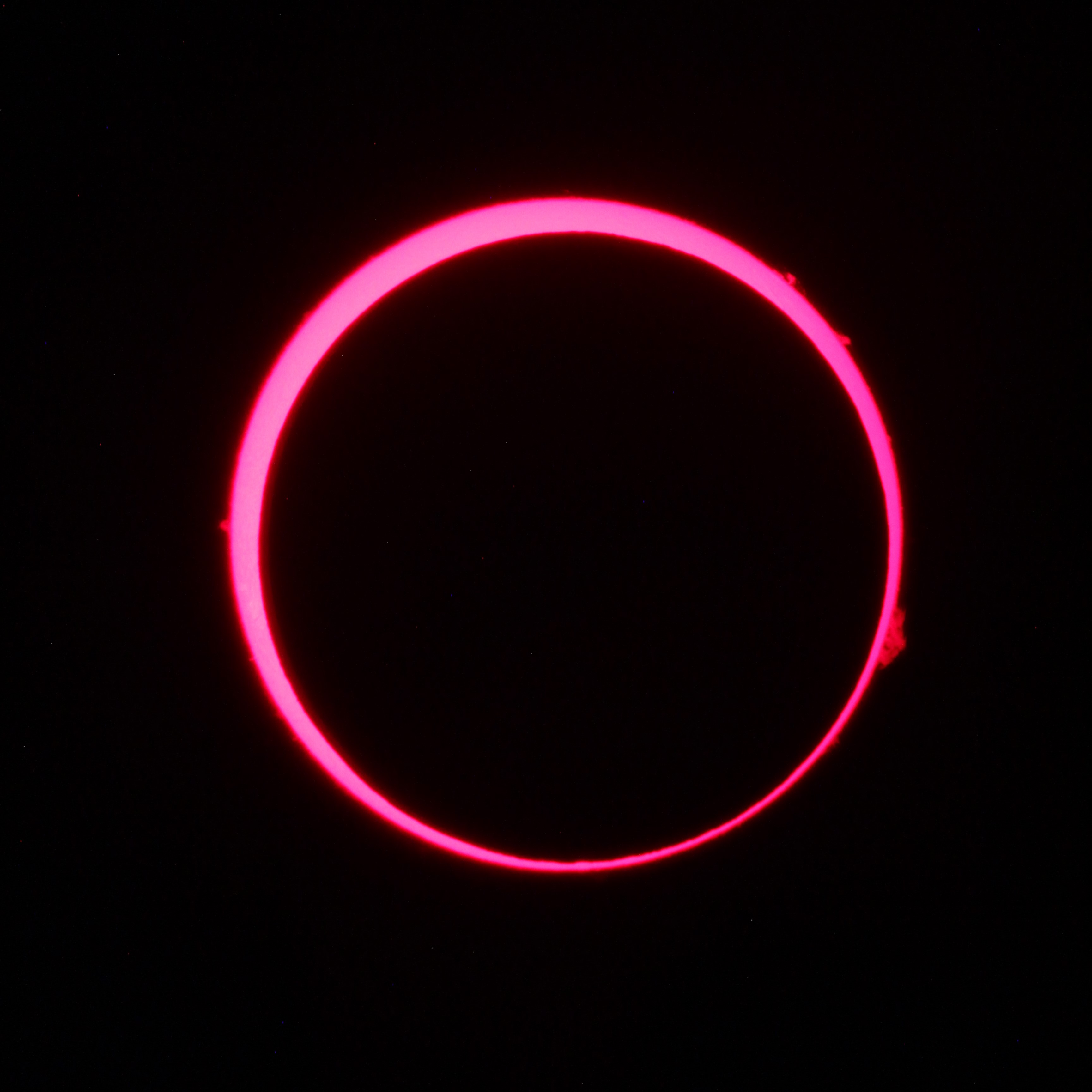
Anularidade visto em White Rock, Novo México